# Dina händer är fulla av blommor
Dina händer är fulla av blommor, även kallad Hallelujah, är en påskpsalm med text och musik skriven 1970 av Marcello Giombini (1928–2003). På italienska heter den Le tue mani. Den har i Sverige blivit en populär psalm på förhållandevis kort tid. Översättningen till svenska är gjord av Lars-Åke Lundberg år 1972 eller 1973. I Herren Lever 1977 är koralsatsen skriven av Rolf Johansson.
Sången är en så kallad växelsång som sjungs mellan män och kvinnor, och skall ha presenterats i Sverige vid ett hymnologseminarium under tidigt 1970-tal, innan Lars Åke Lundberg överförde den till svenska. Han skrev dock fjärde versen som en bön till, den enligt Nya testamentet återuppståndne, Jesus. 1976 års kyrkomöte ville dock ändra texten. Lars Åke Lundberg drog då tillbaka hela sitt textförslag, och alla verser godkändes.

## Publicerad i
- Herren Lever 1977 som nummer 872 under rubriken "Kyrkans år - Påsktiden".[2]
- Den svenska psalmboken 1986, 1986 års Cecilia-psalmbok, Psalmer och Sånger 1987, Segertoner 1988, Frälsningsarméns sångbok 1990 som nummer 154 under rubriken "Påsk".
- Hela familjens psalmbok 2013 som nummer 97 under rubriken "Hela året runt".[4]
- Sång i Guds värld Tillägg till Svensk psalmbok för den evangelisk-lutherska kyrkan i Finland 2015 som nummer 852 under rubriken "Kyrkoåret".

### Fotnoter
1. ↑  Dina händer är fulla av blommor (= Le tue mani) virsi., Fon, hämtdatum: 4 augusti 2014
2. 1 2   Herren Lever. Nya psalmer och sånger. Örebro: Libris. 1978. Libris 447922
3. ↑  Andreas Holmberg (19 februari 2010). ”Dina händer är fulla av blommor”. 1986 års psalmbok som melodipsalmbok på nätet. http://svps1986.blogspot.se/2010/02/154-dina-hander-ar-fulla-av-blommor.html. Läst 28 mars 2018.
4. ↑   Hela familjens psalmbok. Örebro: Libris. 2013. Libris 14011849. ISBN 9789173872997